# 도고촌 (돗토리현 도하쿠군)
도고촌(東郷村)은 돗토리현 중부 도하쿠군에 속했던 촌이다.

## 개요
1940년  당시의 세대수는 485세대, 인구는 2604명. 1889년에 10개 촌이 합병해 성립했다. 인접한 마쓰자키촌과 도고촌·마쓰자키촌 조합을 설립하고 있었다. 또, 동촌 인지지내에 1872년 (메이지 5년)에 온천이 솟아 있는 것이 발견되어 욕조가 설치되었다. 1904년의 철도 개통에 따라 마츠자키역 주변(주·아래 참조)에는 여관가가 형성되었다. 메이지 말기부터 이 땅의 특산품인 배 재배가 본격화되어, 20세기 배를 비롯한 각종 배가 철도를 이용하여 전국에 출하되고 있었다.

## 역사
- 1889년 10월 1일 - 정촌제 시행에 의해 나카무라군 도고촌이 성립하였다.
- 1896년 4월 1일 - 군 통합에 의해 도하쿠군 도고촌이 되었다.
- 1951년 3월 1일 - 도고촌, 마쓰자키촌과 합병해 도고마쓰자키정이 성립하여, 동일 도고촌은 폐지되었다.

## 교통
- 산인 본선

## 참고문헌
- 東郷町誌
- 角川日本地名大辞典31鳥取県
- 東郷尋常高等小学校郷土室編「東郷村郷土読本」